# 傅莱

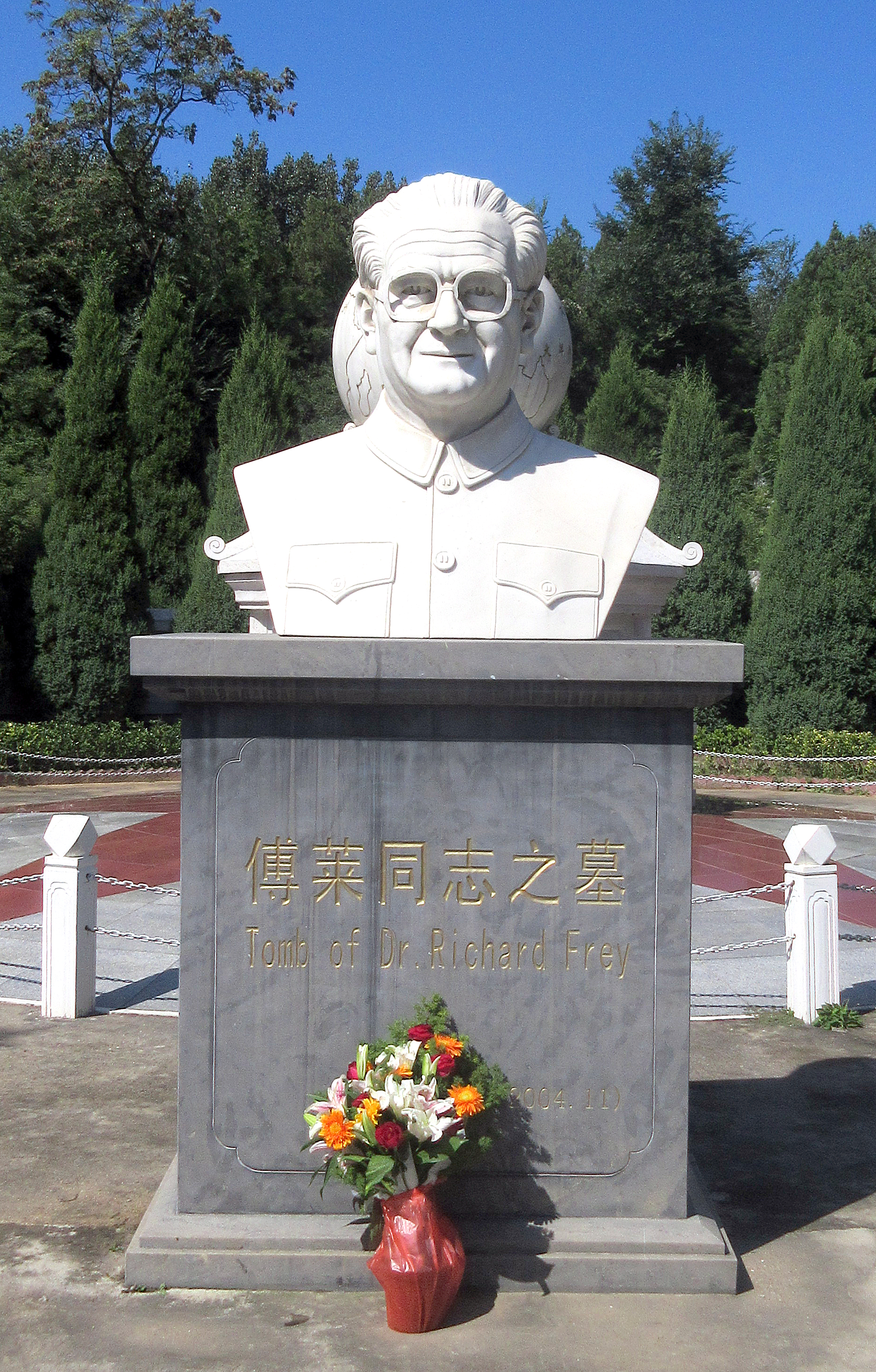
河北省晋察冀烈士陵园傅莱纪念碑

傅莱（德語：Richard Frey，1920年2月11日—2004年11月16日），原名理查德·施泰因（Richard Stein），原籍奥地利维也纳，原奥地利共产党党员，1939年1月为支援中国抗日战争来到中国，后加入中国国籍，在华工作生活65年，于2004年11月16日在北京逝世。傅莱是中国首次成功研制青霉素第一人、是中国中西医结合治疗先行者、是中国医学信息现代化管理开创者。

## 生平
傅莱出生于维也纳一个犹太中产家庭，独子，曾是维也纳第十九区文理中学一名优等生。身高1.92米。1934年傅莱加入奥地利童军组织，并参加奥地利内战；战后他加入奥地利共青团。1937年加入奥地利共产党。就读于维也纳医科大学，学习内科学、传染病学、微生物检验学、X光放射诊断学等医科专业知识，还参加了医院的临床实习，在维也纳赫尔兹科勒西特放射专科院和维也纳医大皇家附属医院等医疗机构，学习放射治疗专科技术及其它专科医学。1938年3月纳粹德国吞并奥地利后，傅莱上了纳粹黑名单；1938年底党组织通知他为逃避盖世太保追捕、必须在二十四小时内撤离出维也纳。支援中国人民反抗日本法西斯的战争，是他离开欧洲后唯一的志愿。1938年底，傅莱在意大利热那亚登船，漂洋过海前往中国，历经28天的航行，1939年1月15日乘坐远洋客轮“胜利号”抵达上海港。
投奔共产党领导的抗日队伍，是傅莱来中国的目的。傅莱在上海虹口难民传染病隔离医院工作不到三个月，就北上先后在天津德美医院、北京道济医院、顺德府（邢台）福音医院和天津马大夫纪念医院工作。他一面从事抗日医疗救援，一面四处寻找共产党军队。1940年，傅莱通过在保定基督教青年会任职的美国进步人士胡本德（Mr. Hugh W. Hubbard，休·韦尔斯·哈伯德（1888 - 1975），美国基督教公理会传教士，1931年华北基督教农村事业促进会成立后，积极参加在保定樊庄乡村试验区乡村教育实验计划，开创了乡村识字工作），与中共北平地下组织取得联系。北平地下党给傅莱的任务是利用在医院的便利条件，为晋察冀及平西抗日根据地采购和运送部队急需的药品。傅莱在天津将近两年的时间里，不畏艰险和困难，承担起为抗日根据地运送药品等物资的重任，并出色地完成了党组织交给的各项任务。
1941年，傅莱受八路军晋察冀军区司令员聂荣臻邀请，从天津出发，秘密穿越日军封锁线，来到抗日前线晋察冀边区工作。聂荣臻根据他名字的德文发音取的，并说：“你是追求自由找到八路军的，叫这个名字很好（‘傅莱’是德语‘自由’的谐音）。你有医学方面的特长，先到八路军的白求恩卫生学校（位于唐县葛公村）去当老师吧！”不到一年时间，傅莱的汉语就说得非常流利了。傅莱与柯棣华在“白校”仅相处了一年多，柯棣华便去世了。柯棣华病危时，傅莱亲自参加了抢救。柯棣华去世后，傅莱非常伤心，亲笔撰写了纪念柯棣华的文章。在抗日根据地，他参加过多次残酷艰巨的反扫荡战斗，抢救过无数抗日将士的生命，并培养出千余名八路军军医和卫生员。1942年6月，在灵寿召开的晋察冀自然科学研究会成立大会上，傅莱作了题为《疥疮、结核、疟疾的诊断与治疗》的报告，随后还当选为晋察冀军区医药指导委员会委员，经常随军区卫生部检查团到各军分区和战斗部队检查卫生工作，目睹了边区伤病无药可治的严重情况，成为白求恩卫生学校传染病教学工作的带头人，并为边区传染病防控作出了贡献。1943年晋察冀边区流行疟疾，由于日军封锁，边区缺少治疗药品奎宁；傅莱向当地老中医学习，在八路军和边区采用针灸治疗疟疾，取得成果，最终战胜了疾病，避免了许多军民的伤亡，获毛泽东、朱德褒奖，通报全军。
1944年，傅莱从晋察冀被调到位于延安的中国医科大学开展教学和医疗工作，任陕甘宁边区中西药研究会顾问、八路军陕甘宁晋绥联防军卫生部医药卫生委员会委员。1944年冬，他以中国救济总会（United China Relief, UCR）晋察冀代表的身份，通过宋庆龄和美军驻延安观察团，请美国援华会（CAC）帮助，向英美有关部门获取青霉菌菌种和相关资料。傅莱连续三年申请加入中国共产党，1944年经聂荣臻介绍、彭真代表中共中央组织部批准，傅莱在延安加入了中国共产党，1945年旁听了中国共产党第七次全国代表大会。1945年初傅莱利用美国援华会捐赠的菌种，经陕甘宁边区政府批准，傅莱带领两位助手在延安城东柳树店中国医科大学内，自己动手建起生化研究室（土法生产粗制青霉素的小作坊）开始研制实验。没有培养细菌的恒温设备，傅莱就用一个土屋当实验室，在里面垒炕烧火，以保持恒温；没有功能齐全的不锈钢发酵罐，就用大小不一的小口玻璃瓶代替；没有搅拌器和摇床，就定时进入恒温培养间，抱着发酵瓶振摇；没有空气压缩机，就用打气筒人工打气；没有空气过滤器，就用打气筒把空气先通过一个装有无菌棉花和滤布的小管，除菌后再通入发酵罐底部，来保证培养液中有足够的溶解氧，经过50多次试验培养出第一批粗制青霉素。1945年5月17日《解放日报》刊发报道，题为《留延国际友人傅莱医生试制青霉菌素成功》。
抗战胜利后，1945年11月傅莱奉命来到张家口，负责收编日伪的蒙疆医院，并继续研制生产青霉素供应前线，担任晋察冀军区卫生部顾问、中国解放区救济总会（简称“解总”）晋察冀医药卫生总代表，在董必武的领导下，积极配合宋庆龄领导的中国福利会，将世界多国及联合国善后救济总署援华物资，分发给解放区军民。带着X光机和医疗听诊器参加了大同集宁战役、太原战役、天津战役。在天津战役中，傅莱作为华北军区卫生顾问，亲临前线组织伤员救护工作。为确保战役期间我军伤员能够得到及时救治，他根据天津战役的规模、参战兵力和特点，及时提出组建多个野战医院的提议。在他的积极努力下，天津周围很快建立了十余个野战医院，同时他还就手术治疗、药品供应和防敌偷袭等问题，进行了周密而细致的部署。
中华人民共和国成立后，1949年底随南下大军到达重庆。傅莱选择继续留在饱经战争创伤和贫穷落后的新中国，任西南军政委员会卫生部公共卫生处负责人，重庆市卫生局顾问，重庆医科大学顾问。1952年加入了中国国籍。解放初期，他一直在中国落后的西南边远地区工作，经常深入到农村和少数民族地区研究传染性疾病和地方病，并为中国预防疾病工作编写了许多重要医学文献。1961年傅莱的父亲在奥地利去世，傅莱经批准于1962年回瑞士探亲，毅然返回中国，1979年任中国医学科学院医学情报研究所副所长。1982年在傅莱积极领导和具体参与下，决定引进美国IBM 4361中型电子计算机，从计算机房的基建、图纸设计，到规划审批，乃至机房后期的装修都一一过问，还经常到工地查看质量。1987年建成我国第一个大型医学文献计算机检索系统MEDLARS，结束了我国医学文献手工检索的历史，开创了中国医疗机构快速高质量检索全世界生物医学文献和医学信息的服务，并同时在全国各地培养出大批医学信息现代管理技术人才。后任中国医学科学院图书馆馆长，中国医学科学院信息研究所名誉所长，中国医学科学院图书馆名誉馆长，中国医学科学院顾问。
1983年当选为第六届全国政协委员并蝉联四届，中国人民政治协商会议全国委员会外事委员会六、七、八、九届委员。在20年全国政协委员任期间，经常到全国各地进行调查研究和到世界多个国家洽谈合作交流，为中国医疗卫生事业贡献出了自己最后的力量。2004年11月16日凌晨，傅莱在北京协和医院逝世。按傅莱遗愿，死后将他遗体捐献给了中国医学科学院作研究之用，安葬在他曾经战斗过的唐县军城镇的晋察冀烈士陵园，傅莱之墓与白求恩、柯棣华的陵墓为伴。中国国家主席胡锦涛和奥地利总统海因茨·菲舍尔两国元首为他献了花圈。
傅莱先后任教于晋察冀军区白求恩卫生学校、延安中国医科大学、白求恩医科大学、华北医科大学、重庆医科大学、北京协和医学院。荣获中华人民共和国独立自由勋章、解放勋章，卫生部科学贡献奖。2005年纪念中国人民抗日战争暨世界反法西斯战争胜利60周年纪念活动时，由儿子代表他接受了纪念抗战胜利的金质奖章。著有《人民保健组织学》等。

## 婚姻家庭
傅莱从天津奔赴晋察冀抗日前线后，与家乡女友—汉娜（Hanna，中学同学、反法西斯战士）失去联系。抗战胜利前夕，傅莱在延安与李滨珠结婚。李滨珠于1921年11月在河南偃师市出生，1936年在开封加入中华民族解放先锋队，1938年2月加入中国共产党，是年8月赴延安参加抗日。1959年傅莱李滨珠夫妇因受害于党内极左路线而被迫结束婚姻。之后傅莱再婚夫人江国珍；李滨珠抚养子女未曾再婚。2007年7月李滨珠在傅莱家乡维也纳国家老人院逝世，葬于维也纳中央公墓。同日、傅莱骨灰也葬于河北晋察冀烈士陵园；这两个来自不同国度的战友加伴侣，竟无约地同时埋葬在对方之故乡。

## 永远的纪念
2006年，中国人民政治协商会议全国委员会在奥地利维也纳市第十九区傅莱就读的文理中学——Döblinger中学竖立了傅莱纪念牌，其碑文由奥地利共和国总统撰写。
2007年，傅莱纪念墓碑在河北省唐县晋察冀烈士陵园落成。
2015年，纪念世界人民反法西斯战争胜利70周年之际，奥地利总统在国家《记忆》文集中撰文纪念傅莱。